# 212374 Vellerat
212374 Vellerat è un asteroide della fascia principale. Scoperto nel 2006, presenta un'orbita caratterizzata da un semiasse maggiore pari a 2,1862833 au e da un'eccentricità di 0,1761082, inclinata di 6,84165° rispetto all'eclittica.